# HMS Royal Oak (08)
O HMS Royal Oak foi um couraçado operado pela Marinha Real Britânica e a terceira embarcação da Classe Revenge, depois do HMS Revenge e HMS Royal Sovereign, e seguido pelo HMS Resolution e HMS Ramillies. Sua construção começou em janeiro de 1914 no Estaleiro Real de Devonport e foi lançado ao mar em novembro do mesmo ano, sendo comissionado na frota britânica em maio de 1916. Era armado com uma bateria principal composta por oito canhões de 381 milímetros montados em quatro torres de artilharia duplas, possuía um deslocamento carregado de mais de 31 mil toneladas e conseguia alcançar uma velocidade máxima de pouco mais de 21 nós (39 quilômetros por hora).
O Royal Oak entrou em serviço no meio da Primeira Guerra Mundial e um mês depois participou da Batalha da Jutlândia como parte da Grande Frota, enfrentando a força de cruzadores de batalha alemães. O navio pouco fez depois disso até o final da guerra em novembro de 1918. Ele continuou no serviço ativo no período entreguerras como parte da Frota do Atlântico, Frota Doméstica e Frota do Mediterrâneo, com este período tendo transcorrido em sua maior parte sem grandes incidentes. Também passou por duas modernizações, primeiro de 1922 a 1924 e depois de 1934 a 1936, que envolveram principalmente a revisão do seu armamento e aprimoramento dos seus sistemas de controle de disparo.
A Segunda Guerra Mundial começou em setembro de 1939, época em que o navio estava na base naval de Scapa Flow, nas Ilhas Órcades. Ele foi torpedeado dentro da base em 14 de outubro pelo submarino alemão U-47, naufragando com mais de 1,2 mil mortos. O ataque teve um efeito negativo considerável na moral britânica e transformou o capitão-tenente Günther Prien, o comandante do U-47, em celebridade e herói de guerra. O ataque também demonstrou a vulnerabilidade de Scapa Flow, fazendo a Marinha Real implementar rapidamente uma série de mudanças com o objetivo de aprimorar a segurança. Os destroços do Royal Oak permanecem naufragados e são considerados um túmulo de guerra.

## Características

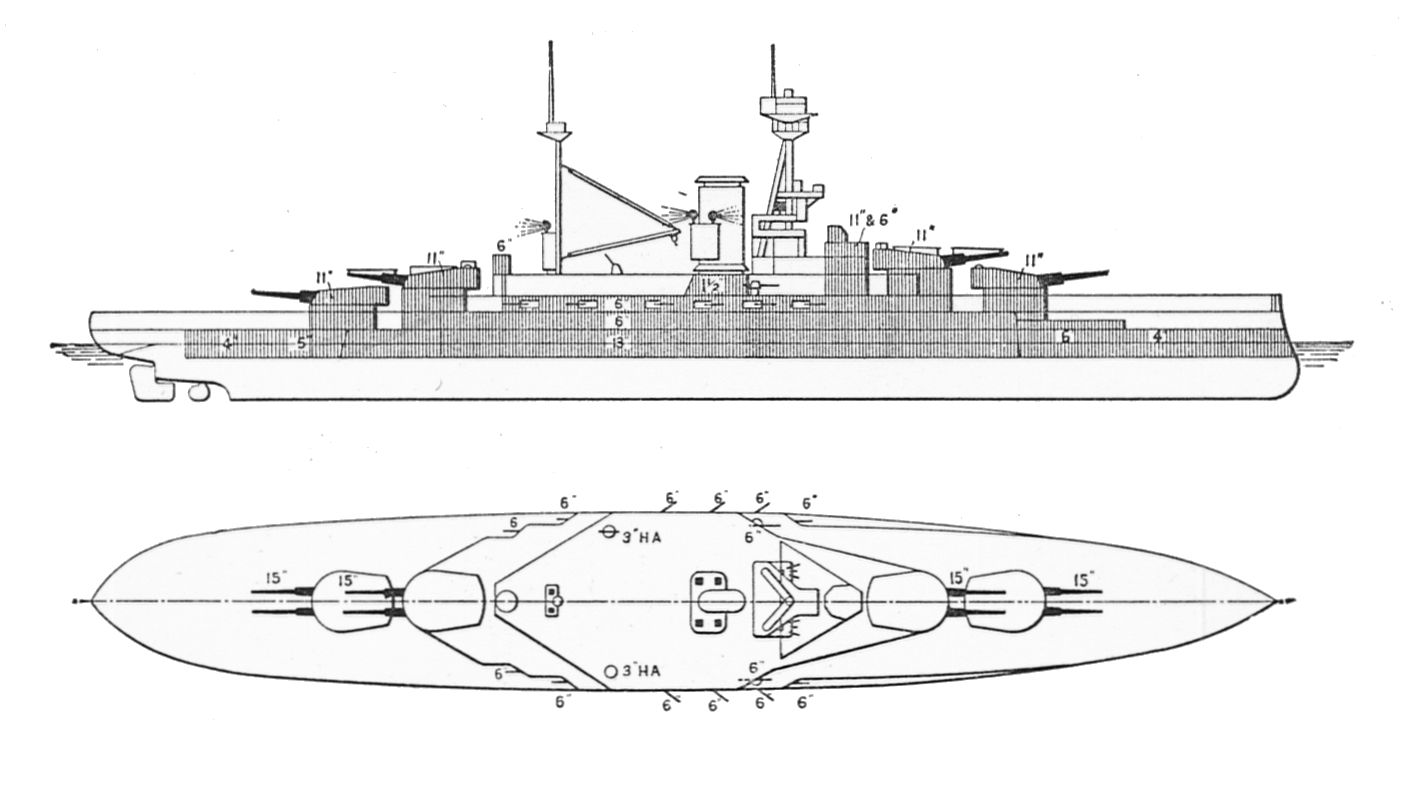
Desenho da Classe Revenge

O Royal Oak tinha 189,2 metros de comprimento de fora a fora, uma boca de 27 metros e um calado de 10,2 metros. Seu deslocamento projetado era de 28 240 toneladas, enquanto o deslocamento carregado chegava em 31 630 toneladas. Seu sistema de propulsão consistia em dezoito caldeiras Yarrow a óleo combustível que alimentavam dois conjuntos de turbinas a vapor Parsons, cada um girando duas hélices. O sistema tinha uma potência indicada de 40,8 mil cavalos-vapor (trinta mil quilowatts), suficiente para alcançar uma velocidade máxima de 22 nós (41 quilômetros por hora). Sua autonomia era de sete mil milhas náuticas (treze mil quilômetros) a uma velocidade de cruzeiro de dez nós (18,5 quilômetros por hora). Sua tripulação consistia em 909 oficiais e marinheiros.
O armamento principal tinha oito canhões BL Marco I de 381 milímetros em quatro torres de artilharia duplas, duas sobrepostas à vante e duas sobrepostas à ré. A bateria secundária tinha catorze canhões BL Marco XII de 152 milímetros, doze em casamatas à meia-nau nas laterais e dois no convés superior protegidos por escudos. A bateria antiaérea tinha dois canhões Marco I de 76 milímetros. Foi equipado com quatro tubos de torpedo de 533 milímetros submersos, dois em cada lateral. O cinturão principal de blindagem tinha entre 102 e 330 milímetros de espessura, sendo fechado em cada extremidade por anteparas transversais de 102 a 152 milímetros. Tinha vários conveses blindados cujas espessuras variavam de 25 a 102 milímetros. As torres de artilharia tinham laterais e frentes com 279 a 330 milímetros e tetos de 121 a 127 milímetros. A torre de comando tinha laterais de 330 milímetros e teto de 76 milímetros.

### Modificações

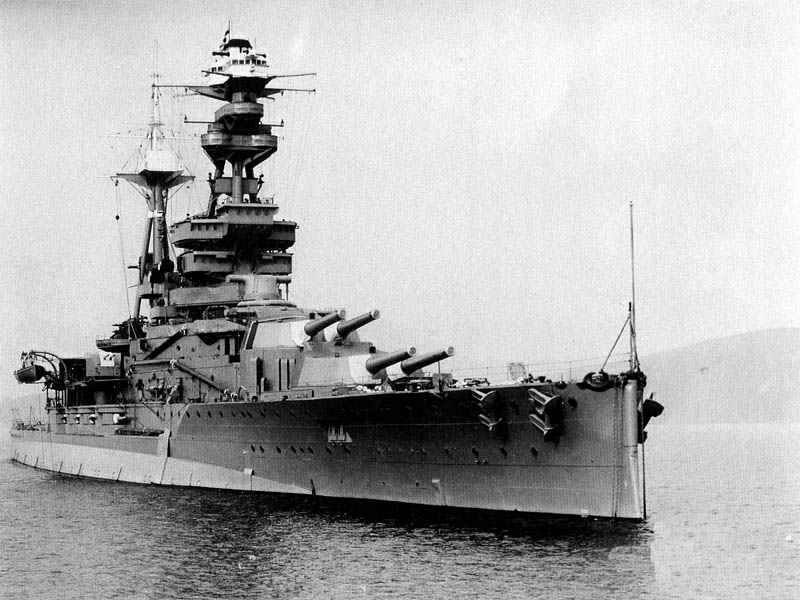
O Royal Oak em 1937, depois de passar por suas duas modernizações

O Royal Oak passou por uma grande reforma entre 1922 e 1924, quando sua bateria antiaérea foi aprimorada pela substituição dos canhões originais de 76 milímetros por dois canhões Marco V de 102 milímetros. Um telêmetro de 9,1 metros foi instalado no topo da segunda torre de artilharia, enquanto um telêmetro de ângulo elevado foi colocado acima da ponte de comando. A proteção subaquática foi melhorada pela adição de protuberâncias antitorpedo, projetadas para reduzir o efeito de detonações de torpedo e melhorar a estabilidade ao custo de aumentar a boca do navio em mais de quatro metros. A nova boca passou a ser de 31,1 metros e o calado foi reduzido para nove metros, o que aumentou a altura metacêntrica para 1,9 metro em deslocamento carregado. Todas estas alterações aumentaram a tripulação para 1 188 oficiais e marinheiros. O couraçado ainda foi capaz de alcançar 21,75 nós (40,28 quilômetros por hora) mesmo com as protuberâncias. Uma breve reforma em 1927 adicionou mais quatro canhões antiaéreos de 102 milímetros e removeu um dos canhões de 152 milímetros do convés. Um diretório de Sistema de Controle de Ângulo Elevado Marco I substituiu o telêmetro de ângulo elevado por volta de 1931. Duas tubos de torpedo foram removidos dois anos depois, mesmo ano que as plataformas de lançamento de aeronaves no topo da segunda e terceira torres de artilharia foram removidas. Em seu lugar, uma catapulta foi colocada no topo da terceira torre junto com um guindaste para recuperar hidroaviões do mar.
A embarcação passou por uma última grande reforma entre 1934 e 1936, quando a blindagem de seu convés foi aumentada para 127 milímetros sobre a área dos depósitos de munição e 89 milímetros sobre as salas de máquinas. Os sistemas do navio passaram por uma modernização geral, enquanto suas defesas antiaéreas foram fortalecidas pela substituição das montagens únicas de 102 milímetros por montagens duplas de canhões Marco XVI de 102 milímetros, mais a adição de duas montagens óctuplas de canhões Marco VIII de 40 milímetros em plataformas ao lado da chaminé. Duas posições para os diretórios de controle de disparo para as armas Marco VIII foram adicionadas em plataformas ao lado e abaixo do diretório de controle de disparo principal. O diretório Marco I foi substituído por um Marco III, com outro de mesmo modelo substituindo o diretório dos torpedos à ré. Duas montagens quádruplas de metralhadoras Vickers de 12,7 milímetros foram colocadas ao lado da torre de comando. O mastro principal foi reconstruído como um mastro de tripé a fim de suportar o peso de um ponto de radiogoniometria e uma segunda Estação de Controle de Ângulo Elevado. Os dois tubos de torpedo restantes foram removidos, mas quatro tubos de torpedo experimentais de 533 milímetros foram instalados acima da linha de flutuação à vante da primeira torre de artilharia.

## Carreira
O batimento de quilha do Royal Oak ocorreu em 15 de janeiro de 1914 no Estaleiro Real de Devonport e lançado ao mar em 17 de novembro do mesmo ano. Passou por seu processo de equipagem e foi comissionado em 1º de maio de 1916. Seu custo final foi de 2 468 269 libras esterlinas. Foi nomeado em homenagem ao Carvalho Real em que o rei Carlos II se escondeu depois de ser derrotado na Batalha de Worcester em 1651, tendo sido o oitavo navio inglês e britânico a ser nomeado Royal Oak.

### Primeira Guerra Mundial

#### Jutlândia

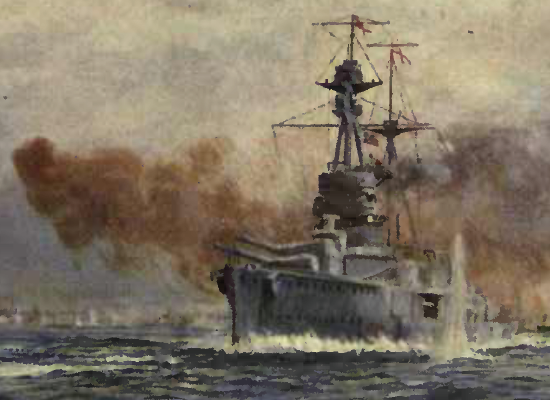
Aquarela de William Lionel Wyllie do Royal Oak na Batalha da Jutlândia

A Frota de Alto-Mar alemã, composta por dezesseis dreadnoughts, seis pré-dreadnoughts, seis cruzadores rápidos e 31 barcos torpedeiros, deixou o estuário do rio Jade na manhã de 31 de maio de 1916 em uma tentativa de atrair e destruir uma parte da Grande Frota britânica. Ela partiu em coordenação com uma força destacada de cinco cruzadores de batalha mais vários cruzadores rápidos e barcos torpedeiros de apoio. A seção de criptoanálise da Marinha Real Britânica interceptou e decodificou transmissões alemãs contendo planos sobre a operação. O Almirantado Britânico tinha ordenado na noite anterior que o almirante sir John Jellicoe, o comandante da Grande Frota, partisse a fim de interceptar a Frota de Alto-Mar. A força britânica tinha 28 dreadnoughts e nove cruzadores de batalha. O confronto inicial foi travado principalmente entre os cruzadores de batalha dos dois lados durante a tarde, mas os couraçados se aproximaram às 18h00min. Jellicoe ordenou quinze minutos depois que os navios virassem e se aprontassem para a ação.
O cruzador rápido alemão SMS Wiesbaden tinha sido incapacitado pela artilharia britânica e os dois lados se concentraram na área, com os alemães tentando protegê-lo e os britânicos afundá-lo. O Royal Oak abriu fogo contra o Wiesbaden às 18h49min, disparando quatro salvas de suas armas principais em rápida sucessão, mais disparos de sua bateria secundária. Acertou um projétil de 381 milímetros na popa na terceira salva. Disparos alemães caíram perto do couraçado às 18h33min, mas sem causarem danos. Barcos torpedeiros tentaram alcançar o Wiesbaden pouco depois das 19h00min, com a bateria secundária do Royal Oak abrindo fogo contra eles às 19h07min por acreditarem que as embarcações estavam tentando um ataque de torpedos. Os artilheiros do Royal Oak avistaram às 19h15min a esquadra de cruzadores de batalha alemães e abriram fogo contra o navio na vanguarda, o SMS Derfflinger. A distância para o alvo foi inicialmente superestimada, mas a distância correta foi encontrada cinco minutos depois e dois projéteis acertaram à ré, mas sem infligirem danos sérios. O Derfflinger desapareceu na névoa e assim o couraçado passou a disparar contra o SMS Seydlitz, acertando dois projéteis às 19h27min antes deste também desaparecer.
Enquanto isto, uma flotilha de barcos torpedeiros alemães lançaram um ataque contra a linha de batalha britânica. Os canhões secundários do Royal Oak foram os primeiros a abrirem fogo às 19h16min. A Frota de Alto-Mar recuou pouco depois e o Royal Oak e o resto da Grande Frota não participaram mais de combates. Isto ocorreu em parte por uma confusão a bordo da capitânia HMS Iron Duke sobre a localização e curso exatos da frota alemã, com Jellicoe não podendo levar seus navios para a ação sem essas informações. A Grande Frota começou a se reorganizar às 21h30min para sua formação de navegação noturna. Ela passou várias horas da madrugada de 1º de junho procurando por navios alemães danificados, mas não encontraram nenhum. O Royal Oak disparou no decorrer da batalha 38 projéteis de 381 milímetros e 84 projéteis de 152 milímetros.

#### Outras ações

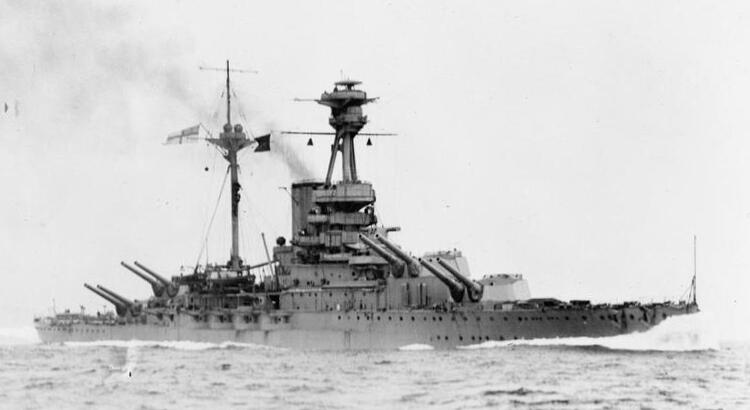
O Royal Oak c. 1916

O Royal Oak foi transferido da 3ª para a 1ª Esquadra de Batalha depois da Batalha da Jutlândia. Os alemães fizeram outra surtida em 18 de agosto, desta vez para bombardear Sunderland. O objetivo desta operação era atrair os cruzadores de batalha britânicos e destruí-los. A inteligência britânica novamente interceptou as transmissões inimigas, permitindo que a Grande Frota fosse enviada em uma tentativa de travar uma batalha decisiva. Os dois lados recuaram depois de submarinos infligirem danos aos dois lados no dia seguinte: os cruzador rápidos britânicos HMS Nottingham e HMS Falmouth foram afundados, enquanto o couraçado alemão SMS Westfalen foi danificado. Jellicoe emitiu uma ordem logo em seguida proibindo a frota de se arriscar na parte sul do Mar do Norte devido ao enorme risco de submarinos e minas navais. Os alemães começaram a usar barcos torpedeiros e cruzadores rápidos a partir do final de 1917 para atacar comboios para a Noruega, o que forçou os britânicos a colocarem navios capitais na escolta. A Frota de Alto-Mar fez uma surtida em abril de 1918 para tentar atacar uma esquadra britânica isolada, porém o comboio já tinha passado. A Grande Frota também partiu muito tarde para tentar pegar os alemães durante sua retirada, porém o cruzador de batalha SMS Moltke foi torpedeado e seriamente danificado por um submarino.
O couraçado estava ancorado próximo de Burntisland no estuário do rio Forth junto com o porta-hidroaviões HMS Campania e o cruzador de batalha HMS Glorious em 5 de novembro de 1918. Uma ventania fez o Campania arrastar sua âncora e colidir primeiro com o Royal Oak e depois com o Glorious. Estes dois sofreram apenas danos leves, mas o casco do Campania foi perfurado na colisão com o Royal Oak. Sua sala de máquinas inundou e o navio afundou pela popa cinco horas depois, mas ninguém morreu.
A Alemanha foi derrotada em novembro e a maior parte da Frota de Alto-Mar foi internada na base britânica de Scapa Flow, nas Ilhas Órcades. Os alemães se encontraram com o cruzador rápido HMS Cardiff, que os levou para uma frota Aliada que os escoltaria até Scapa Flow. Esta frota era formada por 370 navios britânicos, estadunidenses e franceses, incluindo o Royal Oak. As embarcações alemãs permaneceram internadas durante as negociações que produziram o Tratado de Versalhes. O contra-almirante Ludwig von Reuter acreditava que os britânicos tentariam tomar seus navios em 21 de junho de 1919, que era o prazo limite original para que a Alemanha assinasse o tratado. A Grande Frota deixou a base naquela manhã para realizar exercícios e os alemães aproveitaram a oportunidade para deliberadamente afundar suas embarcações.

### "Motim do Royal Oak"

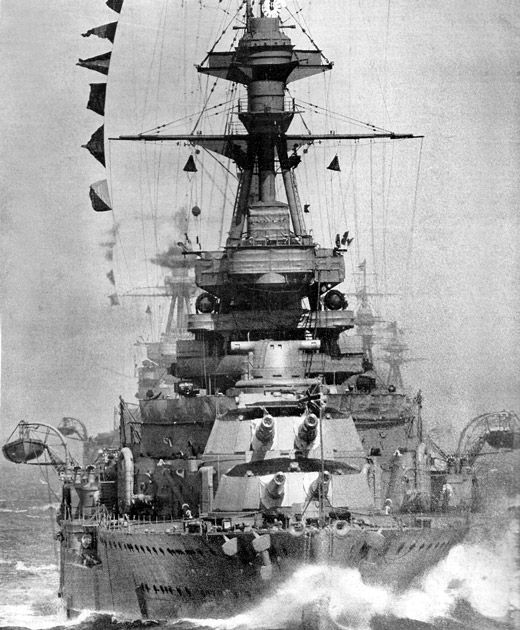
O Royal Oak em 1928

O Royal Oak foi transferido para a 2ª Esquadra de Batalha da Frota do Atlântico na reorganização pós-guerra da Marinha Real. Foi modernizado entre 1922 e 1924 e transferido em 1926 para a Frota do Mediterrâneo. No início de 1928 houve um incidente a bordo que foi chamado pela imprensa de "Motim do Royal Oak". Tudo começou como uma simples disputa entre o contra-almirante Bernard Collard e dois oficiais do Royal Oak, o capitão Kenneth Dewar e o comandante Henry Daniel, sobre a banda do navio na sala dos oficiais, mas logo isto virou uma briga pessoal que durou meses. Dewar e Daniel acusaram Collard de "vingativamente procurar falhas" e de abertamente humilhá-los e insultá-los na frente da tripulação; por outro lado, Collard acusou os dois de não seguirem ordens e tratá-lo "pior do que um aspirante".
Dewar e Daniel escreveram cartas de reclamação para o vice-almirante John Kelly, o superior de Collard, que por sua vez as repassou para o almirante sir Roger Keyes, o comandante da frota. Este percebeu a gravidade da situação e rapidamente reuniu um Conselho de Inquérito, cujo resultado foi remover os três de seus postos e mandá-los de volta para casa. O conselho ocorreu nas véspera de um grande exercício que Keyes foi forçado a adiar, algo que fez com que rumores começassem a se espalhar pela frota de que um motim estava acontecendo no Royal Oak. A história foi relatada pela imprensa mundial, que descreveu o caso com hipérboles. A atenção pública chegou a tais proporções que até mesmo o rei Jorge V ficou preocupado, convocando William Bridgeman, o Primeiro Lorde do Almirantado, para dar explicações.
Os dois oficiais, por causa das cartas de reclamação, foram controversamente acusados pela Marinha Real de escreverem "documentos subversivos". Os dois enfrentaram uma corte marcial realizada em Gibraltar e foram considerados culpados e seriamente repreendidos, fazendo com que Daniel deixasse a Marinha Real. Mesmo assim, Collard foi criticado pela imprensa e até no Parlamento do Reino Unido por excessos de conduta, sendo criticado por Bridgeman como "incapaz de ocupar cargos de mais alto comando", com ele sendo forçado a se aposentar. Apenas Dewar continuou com sua carreira, mas prejudicada, ocupando depois disso apenas uma série de cargos menores. Foi promovido a contra-almirante no ano seguinte, um dia antes de sua aposentadoria. Daniel tentou uma carreira no jornalismo, mas isto e outros empreendimentos falharam, assim ele foi parar na obscuridade na África do Sul sofrendo de uma saúde ruim. Collard foi promovido em 1931 a vice-almirante na lista de aposentados.
Todo o incidente foi extremamente embaraçoso para a reputação da Marinha Real, sendo satirizado ao redor do mundo por editoriais e caricaturas. Uma consequência do caso foi um empreendimento realizado pelo Almirantado de revisar os meios em que oficiais poderiam apresentar reclamações sobre a conduta de seus superiores.

### Pré-guerra

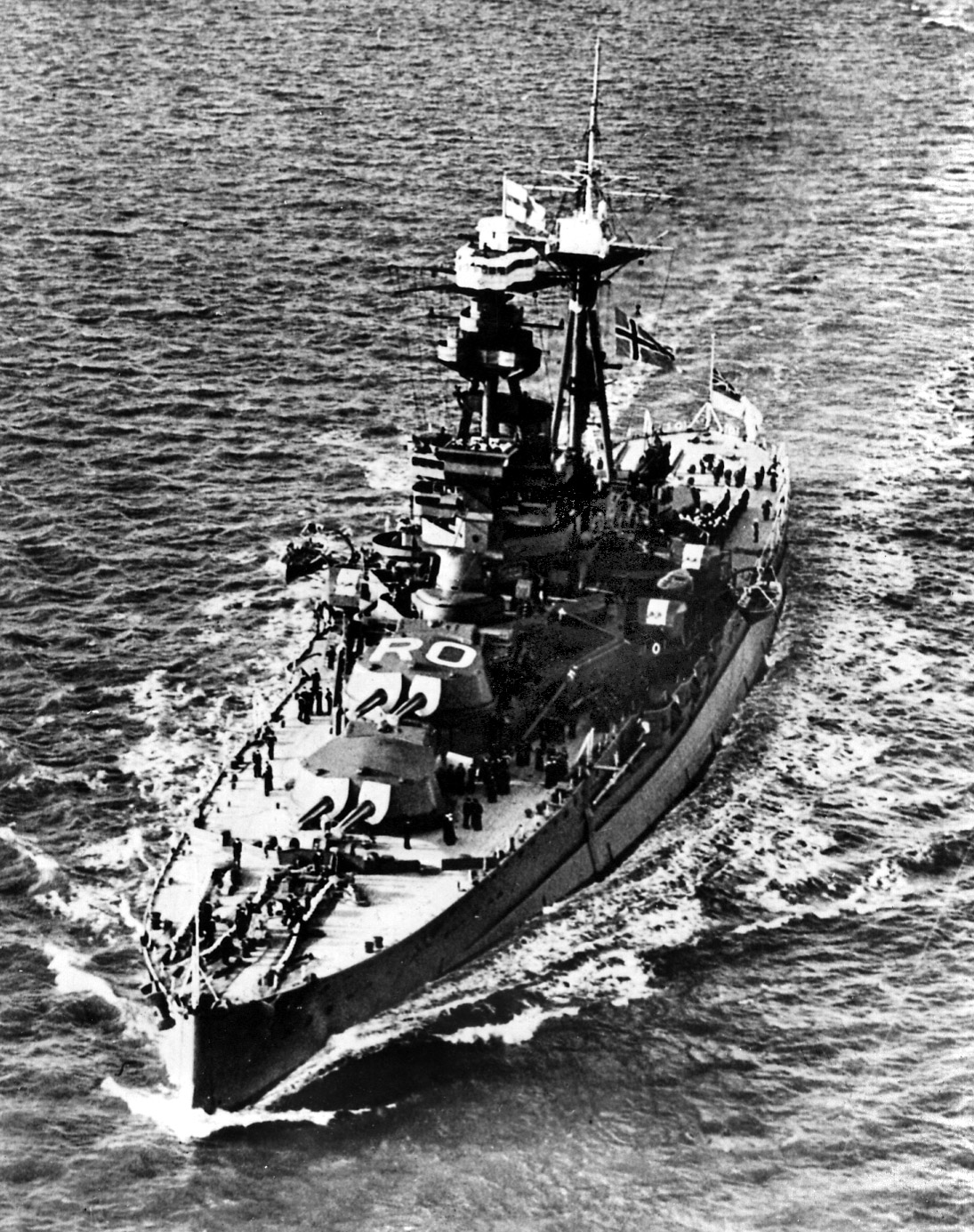
O Royal Oak levando o corpo da rainha Maud de volta para a Noruega, com a bandeira norueguesa e o estandarte branco hasteados à meio-mastro

O Royal Oak realizou patrulhas de não intervenção pela Península Ibérica durante a Guerra Civil Espanhola. Em 2 de fevereiro de 1937, enquanto navegava a 56 quilômetros ao leste de Gibraltar, foi atacado por três aeronaves republicanas. Elas jogaram três bombas, duas das quais explodiram a quinhentos metros da proa, mas não causaram danos. O encarregado de negócios britânico na Espanha protestou com o governo, que admitiu erro e se desculpou pelo ataque. Mais tarde no mesmo mês, no dia 23, enquanto estava próximo de Valência, o couraçado foi acertado acidentalmente por um projétil antiaéreo disparado por uma posição republicana durante um ataque aéreo nacionalista. Cinco tripulantes ficaram feridos, incluindo o capitão T. B. Drew. Desta vez os britânicos não protestaram por considerarem o acidente "um ato divino".
O couraçado e o contratorpedeiro HMS Forester escoltaram em maio de 1937 até Southampton o transatlântico espanhol SS Habana, que levava a bordo centenas de crianças refugiadas bascas. A guerra no norte da Espanha esquentou no início de julho e o Royal Oak junto com seu irmão HMS Resolution resgataram o SS Gordonia de navios de guerra nacionalistas que tentaram capturá-lo próximo de Santander. Entretanto, o couraçado não foi capaz de impedir no dia 14 que o cargueiro britânico SS Molton fosse capturado pelo cruzador rápido nacionalista Almirante Cervera enquanto tentava entrar no porto de Santander. O Molton estava participando da evacuação de refugiados.
O Royal Oak foi transferido para a Frota Doméstica em 1938 e se tornou a capitânia da 2ª Esquadra de Batalha, que ficava baseada em Portsmouth. Ele transportou em 24 de novembro de 1938 o corpo da rainha Maud da Noruega, nascida uma princesa britânica, de volta para Oslo depois dela ter morrido em Londres, estando acompanhado a bordo por seu marido o rei Haakon VII. O navio foi descomissionado em dezembro de 1938, mas foi recomissionado em junho do ano seguinte, iniciando um pequeno cruzeiro de treinamento pelo Canal da Mancha em preparação para outro período de serviço de trinta meses no Mar Mediterrâneo, para o qual sua tripulação recebeu uniformes tropicais. Entretanto, a situação política na Europa estava piorando rapidamente e assim o navio foi enviado para Scapa Flow, onde estava quando a Segunda Guerra Mundial começou no início de setembro.

### Segunda Guerra Mundial
As semanas seguintes foram tranquilas, mas no início de outubro o Royal Oak se juntou à procura pelo couraçado alemão Gneisenau, que tinha sido enviado para o Mar do Norte como uma distração para os cruzadores pesados Deutschland e Admiral Graf Spee no Oceano Atlântico. Esta procura foi infrutífera, especialmente para o Royal Oak, cuja velocidade máxima baixa, na época menos de vinte nós (37 quilômetros por hora), era inadequada para acompanhar o resto da frota. Ele voltou para Scapa Flow em 12 de outubro danificado por tempestades. Muitos de seus botes salva-vidas tinham sido esmagados e vários canhões menores deixados inoperantes pela água. Isto destacou sua obsolescência depois de 25 anos de serviço. Uma aeronave de reconhecimento alemã tinha sido observada recentemente e o almirante sir Charles Forbes, o comandante da Frota Doméstica, temeu que isso indicava um iminente ataque aéreo contra Scapa Flow, assim ordenou que a maioria dos seus navios dispersassem para portos mais seguros. Entretanto, o Royal Oak permaneceu no local porque suas armas antiaéreas ainda eram consideradas adições úteis para as limitadas defesas aéreas de Scapa Flow.

#### Afundamento

##### Scapa Flow

Mapa de Scapa Flow

Scapa Flow era um ancoradouro quase ideal. Está situado no centro das Ilhas Órcades, ao norte do litoral da Escócia, sendo um porto natural grande o bastante para acomodar uma frota inteira. É cercado por várias ilhas separadas por canais rasos sujeitos a marés rápidas. Sabia-se há muito tempo que submarinos ainda eram uma ameaça, com várias contramedidas tendo sido implementadas durante os primeiros anos da Primeira Guerra Mundial. Navios de bloqueio tinham sido afundados em locais críticos e barragens flutuantes colocadas para bloquear os três canais mais largos, com estes sendo operados por rebocadores a fim de permitir a passagem de embarcações amigas. Era considerado possível, porém improvável, que um submarino pudesse tentar passar sem ser detectado antes das barragens serem fechadas. Dois submarinos tentaram se infiltrar em Scapa Flow na Primeira Guerra Mundial, mas fracassaram. O primeiro foi o SM U-18 em 23 de novembro de 1914, que foi abalroado duas vezes antes de encalhar e sua tripulação ser presa. O segundo foi o SM UB-116 em 28 de outubro de 1918, que foi detectado por hidrofones e destruído com todos a bordo.
Scapa Flow serviu de principal ancoradouro para a Grande Frota durante a maior parte da Primeira Guerra Mundial, mas no período entreguerras isso foi transferido para Rosyth mais ao sul. Scapa Flow foi reativado com o início da Segunda Guerra Mundial, tornando-se a base da Frota Doméstica. Apesar das suas defesas naturais e artificiais ainda serem fortes, foi reconhecida a necessidade de melhoras, assim elas estavam em processo de serem fortalecidas com a adição de mais navios de bloqueio durante as primeiras semanas da guerra.

##### Ataque

Rota de infiltração do U-47

O contra-almirante Karl Dönitz, o Comandante de Submarinos da Kriegsmarine, elaborou um plano para atacar Scapa Flow com um submarino apenas dias depois do início da guerra. Ele tinha dois objetivos: primeiro era deslocar a Frota Doméstica para longe da Scapa Flow a fim de enfraquecer o bloqueio britânico do Mar do Norte, permitindo aos alemães maior liberdade para entrarem no Oceano Atlântico; segundo era realizar um ato simbólico de vingança, atacando no mesmo local onde a Frota de Alto-Mar tinha ficado internada depois da Primeira Guerra Mundial. Dönitz pessoalmente escolheu para a tarefa o capitão-tenente Günther Prien do U-47, marcando o ataque para a noite de 13 para 14 de outubro, quando as marés estariam altas e a noite sem lua.
Dönitz foi auxiliado por fotografias de alta qualidade tiradas por um voo de reconhecimento pilotado por Siegfried Knemeyer. O U-47 entrou pelo leste através do Estreito de Holm, passando ao norte de Lamb Holm. Prien inicialmente se confundiu e foi para o Estreito de Skerry mais ao sul, mas ele rapidamente virou o submarino para o nordeste assim que percebeu que estava seguindo para uma passagem rasa bloqueada. O U-47 foi iluminado na superfície pelas luzes de uma aurora boreal, seguindo entre os navios de bloqueio Seriano e Numidian e brevemente ficando preso em um cabo amarrado ao Seriano. Foi rapidamente iluminado pelas luzes de um táxi em terra dirigido por Robbie Tullock, mas ele não percebeu o submarino. O U-47 entrou no porto às 00h27min de 14 de outubro e Prien escreveu triunfantemente no diário de bordo "Estamos em Scapa Flow!!!", seguindo para o sul por quilômetros antes de dar a volta. Ele ficou surpreso ao descobrir que o ancoradouro parecia quase vazio, resultado da ordem de Forbes para dispersar a frota. O U-47 estava seguindo em direção a quatro navios, incluindo o novíssimo cruzador rápido HMS Belfast, que estavam ancorados próximos das ilhas de Flotta e Hoy a 7,4 quilômetros de distância, mas aparentemente Prien não percebeu a presença deles.
Um observador do submarino avistou o Royal Oak a aproximadamente quatro quilômetros ao norte depois da mudança de curso, corretamente identificando-o como um couraçado da Classe Revenge. Atrás dele quase escondido estava um segundo navio, mas apenas sua proa estava visível para o U-47. Prien incorretamente o identificou como um cruzador de batalha da Classe Renown, que a inteligência alemã considerou ser o HMS Repulse. Era na verdade o antigo porta-hidroaviões HMS Pegasus.
O submarino lançou três torpedos de seus tubos de proa às 00h58min, com um quarto tendo ficado preso no tubo. Dois erraram o alvo, mas o último acertou a proa do Royal Oak às 1h04min, chacoalhando o navio e acordando sua tripulação. Haviam poucos danos visíveis, mas a corrente de sua âncora de estibordo foi cortada, caindo ruidosamente através de suas cunhas. Inicialmente se suspeitou que tinha ocorrido uma explosão em um depósito de vante que era usado para guardar materiais como querosene. Uma explosão inexplicada tinha destruído o couraçado HMS Vanguard em Scapa Flow em 1917, assim um anúncio foi feito pelos altofalantes do Royal Oak para que as temperaturas dos depósitos de munição fossem checadas. Entretanto, muitos marinheiros permaneceram deitados em suas redes, sem saberem que o navio estava sob ataque.
O U-47 deu a volta e tentou outro ataque com seus tubos de popa, errando todos. Os tubos de proa foram recarregados e o submarino deu outra volta e lançou mais três torpedos. Os três acertaram às 1h16min em rápida sucessão à meia-nau e detonaram. As explosão abriram um buraco no convés blindado, destruindo três refeitórios e derrubando a energia elétrica. Cordinte no depósito de munição entrou em ignição e a bola de fogo passou rapidamente pelos espaços internos. O couraçado rapidamente ficou com um adernamento de quinze graus, suficiente para que as escotilhas de estibordo ficassem submersas. O Royal Oak logo adernou 45 graus, ficando nesta posição por vários minutos até emborcar e afundar às 1h29min, treze minutos depois do segundo ataque. Houve 835 mortos no naufrágio ou posteriormente por ferimentos. Dentre os mortos estavam o contra-almirante Henry Blagrove, comandante da 2ª Esquadra de Batalha, e 134 meninos marinheiros com menos de dezoito anos de idade.

##### Resgate
O navio auxiliar Daisy 2 estava ancorado à bombordo do Royal Oak. As amarras entre os navios foram cortadas enquanto o adernamento do couraçado piorava, com o Daisy 2 rapidamente ficando preso da protuberância antitorpedo do couraçado e elevado para fora d'água antes de se libertar. Muitos dos tripulantes do Royal Oak que pularam na água estavam vestidos apenas de pijamas e completamente desprotegidos das águas congelantes. Uma espessa camada de combustível se espalhou pela superfície, enchendo os pulmões e estômagos dos homens e dificultando seu nado. Apenas poucos sobreviveram nadar até o litoral a oitocentos metros de distância.
O Daisy 2 conseguiu resgatar 382 homens, incluindo o capitão William Benn, o oficial comandante do Royal Oak. Os esforços de resgate continuaram até quase 4h00min, quando os sobreviventes foram transferidos para o Pegasus. O Pegasus enviou uma mensagem para uma estação de sinalização em terra cinco minutos depois do naufrágio dizendo "Geral. Enviar todos os botes", enquanto meia hora depois "Royal Oak está afundando depois de várias explosões internas". Houve 424 sobreviventes.

## Consequências

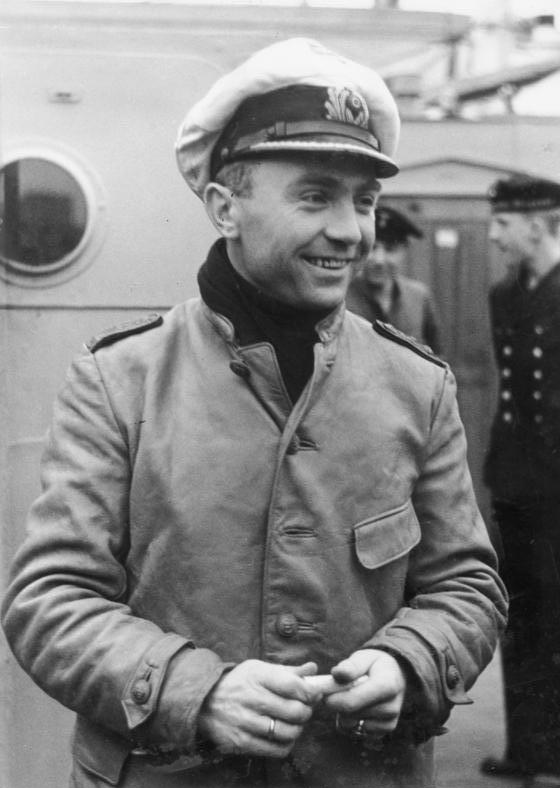
Prien em 1940

Os britânicos inicialmente ficaram confusos sobre a causa do naufrágio, suspeitando de uma explosão interna ou ataque aéreo. Medidas para selar o ancoradouro foram tomadas apenas depois que foi percebido que um ataque de submarino era a explicação mais provável, mas nesta altura o U-47 já tinha escapado. A BBC noticiou a perda do navio no final daquela manhã e as transmissões foram recebidas na Alemanha, sendo captada inclusive pelo próprio U-47. Mergulhadores foram enviados pela manhã e descobriram restos de um torpedo alemão, confirmando os meios do ataque. Winston Churchill, o Primeiro Lorde do Almirantado, anunciou o naufrágio do Royal Oak no dia 17 diante da Câmara dos Comuns, primeiro concedendo que o ataque fora "uma notável façanha de habilidade profissional e ousadia", mas em seguida destacou que a perda não afetaria o equilíbrio material do poderio naval. Ele foi forçado a responder perguntas do motivo do couraçado ter tantos menores de idade a bordo, afirmando que era uma tradição da Marinha Real enviar meninos entre quinze e dezessete anos para o mar. Esta prática foi terminada pouco depois e situações de menores de idade em navios de guerra ativos só ocorreram em casos extremamente excepcionais. O Almirantado realizou um inquérito entre 18 e 24 de outubro a fim de estabelecer as circunstâncias em que o ancoradouro foi penetrado. Enquanto isso, a Frota Doméstica recebeu ordens de permanecer em portos mais seguros até que as questões de segurança de Scapa Flow fossem resolvidas.
O Ministério da Propaganda alemão rapidamente capitalizou sobre o ataque, com o popular jornalista Hans Fritzsche realizando transmissões por rádio em que anunciava triunfantemente o naufrágio. O U-47 chegou em Wilhelmshaven às 11h44min do dia 17 e seus tripulantes foram recebidos como heróis, descobrindo que Prien tinha sido condecorado a Cruz de Ferro Primeira Classe e os restantes todos a Cruz de Ferro Segunda Classe. O ditador Adolf Hitler enviou seu avião particular trazer a tripulação para Berlim, onde condecorou Prien com a Cruz de Cavaleiro da Cruz de Ferro. Foi a primeira vez que esta condecoração foi dada a um submarinista e se tornou a condecoração costumeira para um comandante bem-sucedido de submarino. Dönitz foi nomeado oficial de bandeira dos submarinos.
Prien foi apelidado de "O Touro de Scapa Flow" e um touro bufanto foi pintada na torre do U-47, com o touro depois sendo adotado como o emblema da 7ª Flotilha de Submarinos. Ele foi muito procurado para dar entrevistas e uma "autobiografia" foi publicada no ano seguinte. O jornalista Paul Weymar atuou de escritor-fantasma para Prien a partir de algumas entrevistas ocorridas entre março e abril de 1940, com o manuscrito tendo sido editado pelo Alto Comando das Forças Armadas e o Ministério da Propaganda. A intenção era que fosse um livro de aventura para meninos. Prien fez várias correções depois de receber uma cópia, com Weymar escrevendo uma carta de protesto à editora britânica que publicou o livro no Reino Unido pela primeira vez em 1955 dizendo que era um relato "demonstravelmente falso" e que não deveria ter sido publicado fora de contexto.

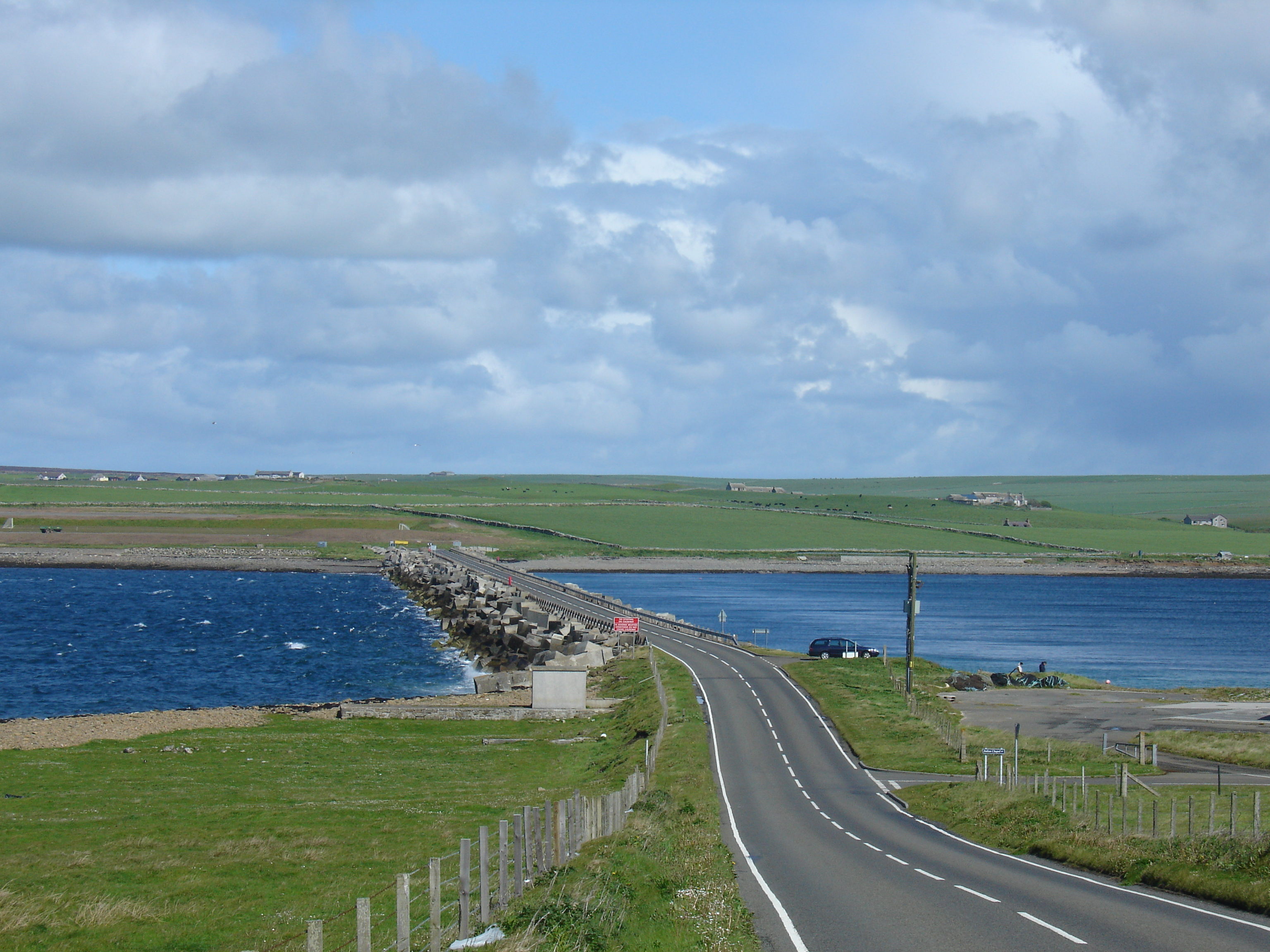
A Barreira Churchill 1, que hoje bloqueia a rota de entrada do U-47

O presidente do inquérito do Almirantado foi o almirante sir Reginald Drax, auxiliado pelo almirante Robert Raikes e o capitão Gerard Muirhead-Gould. O relatório oficial criticou as defesas de Scapa Flow e repreendeu o almirante sir Wilfred French, o comandante encarregado das Órcades e Shetland, por estarem despreparadas. Ele foi colocado na lista de aposentados, mesmo tendo avisado um ano antes que as defesas antissubmarinas eram deficientes e se voluntariado a trazer um pequeno navio ou submarino para provar suas afirmações. Churchill ordenou que os estreitos orientais fossem selados com causeways conectando Lamb Holm, Glimps Holm, Burray e South Ronaldsay com a Ilha Principal. Elas foram construídas principalmente por prisioneiros de guerra italianos e ficaram conhecidas como Barreiras Churchill, sendo finalizadas em setembro de 1944 e inauguradas oficialmente em maio de 1945.
Um segundo relatório lidou com o naufrágio em si e as mortes, que foram consideradas altas para um navio que estava ancorado e em águas calmas. O relatório concluiu que a principal causa das mortes foi um número incomumente alto de tripulantes abaixo do convés blindado principal, isto porque tinham sido enviados para suas posições de defesa aérea. Sua fuga foi retardada pelo número de comportas estanques que estavam fechadas. A questão das "luzes mortas" também foi considerada; estas eram placas de metal ventiladas que substituíam painéis de vidro em escotilhas quando uma embarcação estava no porto, permitindo que o blecaute de guerra fosse mantido. Foi considerado que água entrando por elas aceleraram o adernamento do couraçado, mas o navio não teria sido salvo caso estivessem fechados.

### Sobreviventes

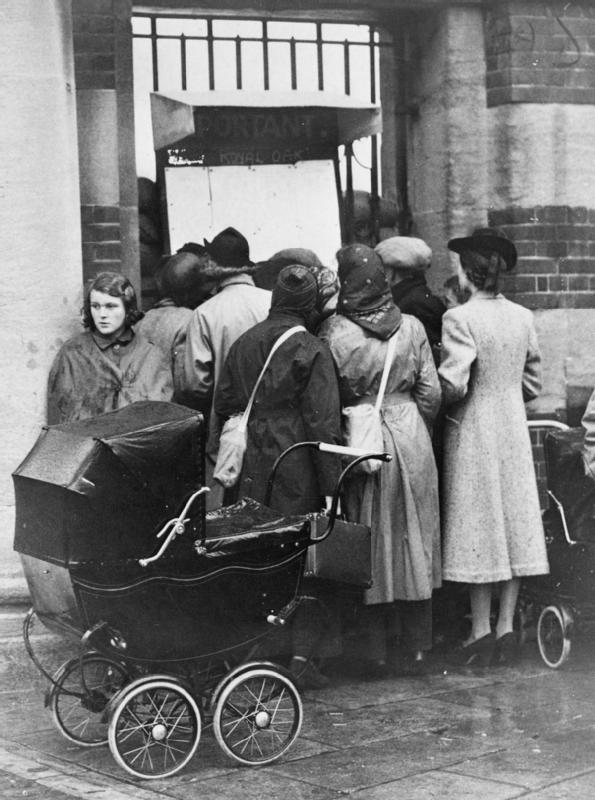
Parentes lendo uma lista de sobreviventes

Os sobreviventes do Royal Oak foram alojados em casas de civis nos vilarejos e cidades das Ilhas Órcades durante os dias imediatamente depois do naufrágio. Uma procissão fúnebre para os mortos ocorreu no vilarejo de Lyness na ilha de Hoy em 16 de outubro, com muitos dos sobreviventes comparecendo vestidos de ternos e sapatos emprestados porque tinham perdido todas as suas roupas no navio. De forma geral eles receberam da Marinha Real alguns dias de licença antes de finalmente serem transferidos para outros navios e funções.
O U-47 com Prien a bordo foi afundado em 7 de março de 1941, possivelmente resultado de um ataque do contratorpedeiro HMS Wolverine. Notícias sobre este naufrágio foram mantidas em segredo pelo governo alemão por dez semanas. Entretanto, vários dos tripulantes que participaram do ataque ao Royal Oak sobreviveram, pois tinham sido transferidos para outras embarcações. Alguns chegaram a se encontrar com sobreviventes do couraçado após a guerra e formaram amizades, com Herbert Hermann tendo adquirido cidadania britânica.
A Associação do HMS Royal Oak realiza uma cerimônia de recordação anualmente em Portsmouth, o porto do Royal Oak, no domingo mais próximo ao dia 13 de outubro. Originalmente ocorria no Memorial Naval de Portsmouth, mas depois passou para a Igreja de Santa Ana dentro da Base Naval de Portsmouth. Uma pedra memorial foi revelada por Ana, Princesa Real e Comodoro Chefe da Base Naval de Portsmouth, no aniversário de oitenta anos em 2019. A cerimônia contou com a presença de aproximadamente 150 familiares e descendentes da tripulação.
Kenneth Toop, que sobreviveu ao naufrágio quando era um menino primeira classe a bordo, atuou como secretário honorário da associação por quinze anos. O último sobrevivente foi Arthur Smith, que morreu em 11 de dezembro de 2016. Ele era um menino primeira classe de dezessete anos que estava servindo na ponte de comando quando o Royal Oak foi atacado, pulando para fora e nadando na direção errada até ser resgatado por um bote e transferido para o Daisy 2.

## Destroços

### Túmulo de guerra

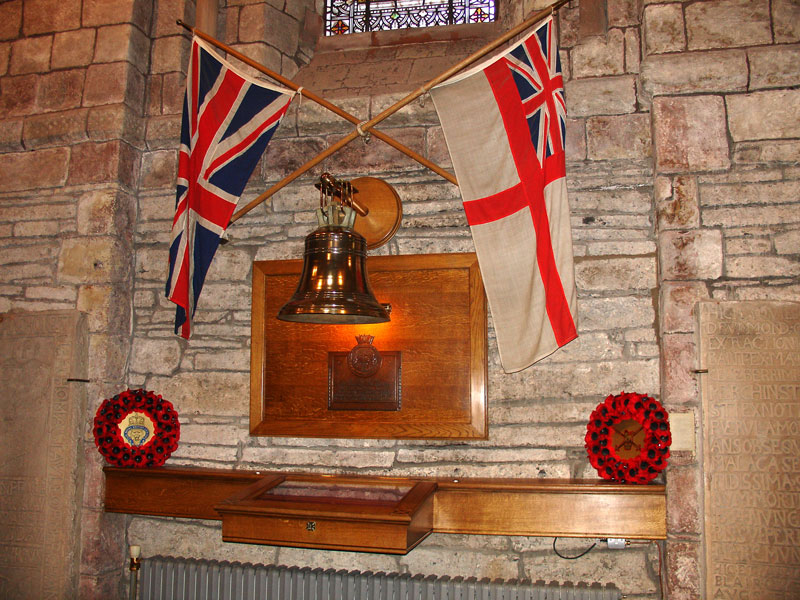
Memorial do Royal Oak dentro da Catedral de São Magno

Os destroços do Royal Oak são designados como túmulo de guerra e todos os mergulhos ou outras formas de exploração são proibidas pelo Ato de Proteção de Restos Militares de 1986. O casco emborcado pode ser visto da superfície em condições ideais. As letras de latão que formavam o nome do Royal Oak no casco foram removidas por um mergulhador recreacional na década de 1970, mas foram devolvidas quase vinte anos depois e hoje estão em exibição no Centro de Visitantes de Scapa Flow em Lyness. A Marinha Real marca a perda do navio em uma cerimônia anual em que mergulhadores colocam um estandarte branco na popa.
Há um memorial na Catedral de São Magno em Kirkwall com uma placa dedicada aos mortos, embaixo da qual há um livro de recordação contendo os nomes de todos. Esta lista só foi publicada pelo Governo do Reino Unido quarenta após anos do naufrágio. Uma página do livro é virada semanalmente. O sino do Royal Oak foi recuperado na década de 1970 e adicionado ao memorial da catedral. Vinte seis corpos, oito dos quais nunca foram identificados, estão enterrados no Cemitério Real Naval de Lyness.

### Risco ambiental

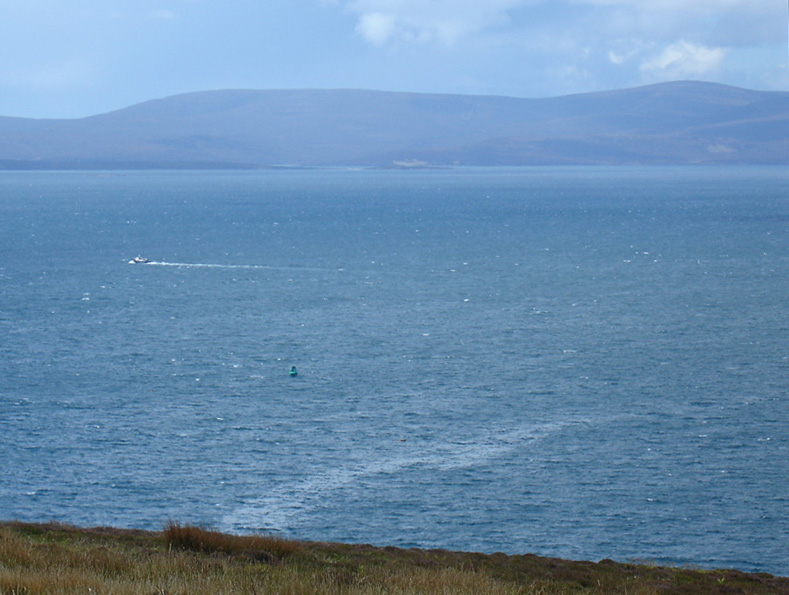
Local do naufrágio do Royal Oak em 2007, com uma mancha de óleo vísivel

O Royal Oak afundou totalmente abastecido com aproximadamente três mil toneladas de óleo combustível. O óleo começou a vazar do casco em decomposição em um ritmo cada vez maior na década de 1990 e preocupações sobre o impacto ambiental levaram o Ministério da Defesa a considerar planos para extrai-lo. A situação do couraçado como um túmulo de guerra exigiram que pesquisas e quaisquer propostas para a remoção do combustível fossem lidadas com cuidado, com planos para reflutuar os destroços na década de 1950 tendo sido abandonados por oposição pública. Além do combustível, toneladas de munições permanecem a bordo.
O Ministério da Defesa encomendou uma série de pesquisas para poder mapear os destroços e avaliar sua condição. A Briggs Marine foi finalmente contratada pelo Ministério da Defesa depois de vários anos de atrasos para remover o máximo possível do óleo restante para fora. O Royal Oak tinha sido convertido durante sua construção para que suas caldeiras queimassem óleo combustível em vez de carvão, assim seus tanques de combustível estão em posições incomuns, complicando as operações. Todos os tanques do fundo duplo e laterais foram esvaziados, com mais de 1,6 mil toneladas de óleo combustível tendo sido removidos. Os destroços deixaram de vazar ativamente combustível. Estima-se que aproximadamente 783 metros cúbicos de óleo permanecem a bordo.